# Lucky Luke
Lucky Luke är en belgisk komisk äventyrsserie i Vilda Västern-miljö tillika namnet på dess huvudperson.
Serien skapades 1946 av den belgiske serieskaparen Morris, och skrevs under åren 1955–1977 av fransmannen René Goscinny.
Med ett omfång på ett 80-tal seriealbum är Lucky Luke en av den fransk-belgiska serievärldens största serier, och jämte Tintin och Asterix, en av de mest framgångsrika. I centrum står den ensamme cowboyen Lucky Luke, "mannen som drar snabbare än sin egen skugga", och hans trogna häst Jolly Jumper. I figurgalleriet märks också ärkefienderna bröderna Dalton och den säregna fängelsehunden Ratata.

## Figurer och miljö
Persongalleriet i Lucky Luke-serien är minimalt; utöver Luke själv, Jolly Jumper, bröderna Dalton och Ratata är det ont om återkommande figurer. Det utmärkande draget hos seriens figurgalleri är istället den rika förekomsten av historiska personer.

### Lucky Luke
Seriens titelfigur är en ensam cowboy, som under 1800-talets sista decennier reser runt i Vilda Västern. Hans främsta egenskap är hans enorma snabbhet och pricksäkerhet med revolvrarna - han är vida känd som "mannen som drar snabbare än sin egen skugga" - vilket ofta resulterar i att han anlitas för att fånga in förrymda fångar, eskortera prominenta personer eller genomföra riskfyllda uppdrag. Han gör skäl för sitt namn "Tursamme-Luke" då han ofta har tur i trixiga situationer.

### Jolly Jumper
Jolly Jumper är Lukes häst och, vid sidan av Luke, den ende som figurerar i samtliga album. Från att i de första albumen främst ha haft funktionen av transportredskap kom Jolly Jumper sedermera att utvecklas till en snusförnuftig följeslagare, snabb att komma med spetsfundiga kommentarer till de äventyr han - många gånger motvilligt - dras in i. Bland hans mer påfallande egenskaper märks också hans förmåga att alltid vara redo när Luke behöver komma i sadeln. Vidare är han anmärkningsvärt intelligent - bland annat har han setts spela schack, laga mat, och rykta och sadla sig själv.

### Bröderna Dalton
Joe, William, Jack och Averell Dalton (debut i "Lucky Luke mot Joss Jamon" (Lucky Luke contre Joss Jamon, 1956–1957)) är Lucky Lukes ärkefiender, allt sedan deras kusiner (verklighetens Dalton-bröder) dog i eldstrid mot Luke. Till skillnad från sina släktingar är dessa fyra bröder varken särskilt klipska eller särskilt framgångsrika. Främst utmärker de sig för sin envishet, och de drivs ständigt framåt av ledaren, och storebrodern, Joe (den kortaste av bröderna), och dennes hat gentemot Luke. I kontrast till Joes drivkraft och illvilja står den yngste (och längste) brodern Averell, som med sitt svaga intellekt, sin till synes bottenlösa hunger, och i grunden godmodiga livshållning, ofta är den som orsakar att Joes planer går i stöpet.

### Ratata
Ratata (fr. Rantanplan, jmfr. Rin Tin Tin, debut i "Ratata på spåret" (Sur la piste des Dalton, 1960)) har rykte om sig att vara en av västerns bästa fängelsehundar - ett rykte som dock är kraftigt överdrivet. Hans enfaldighet överglänser till och med Averell Daltons, vilket inte minst går den kritiske Jolly Jumper på nerverna. Dessutom har Ratata ett osedvanligt dåligt lukt- och spårsinne.
1987 blev han huvudperson i en serie självbetitlade album.

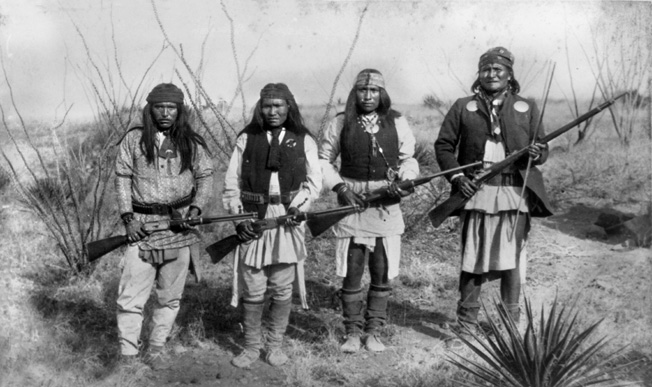
I albumet Apacheklyftan figurerar Geronimo och hans krigare.

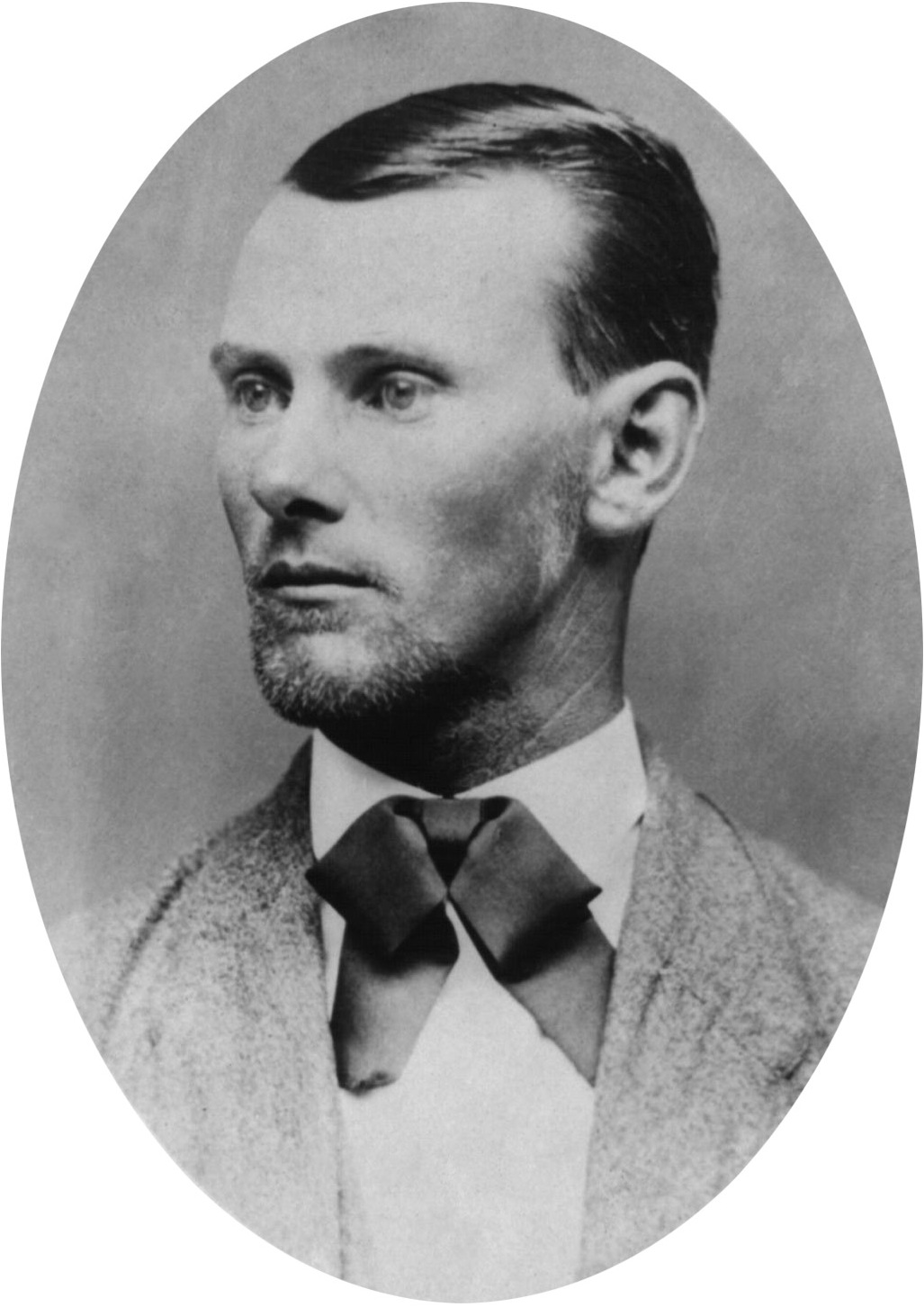
Jesse James, en av de historiska personerna som dyker upp i serien.

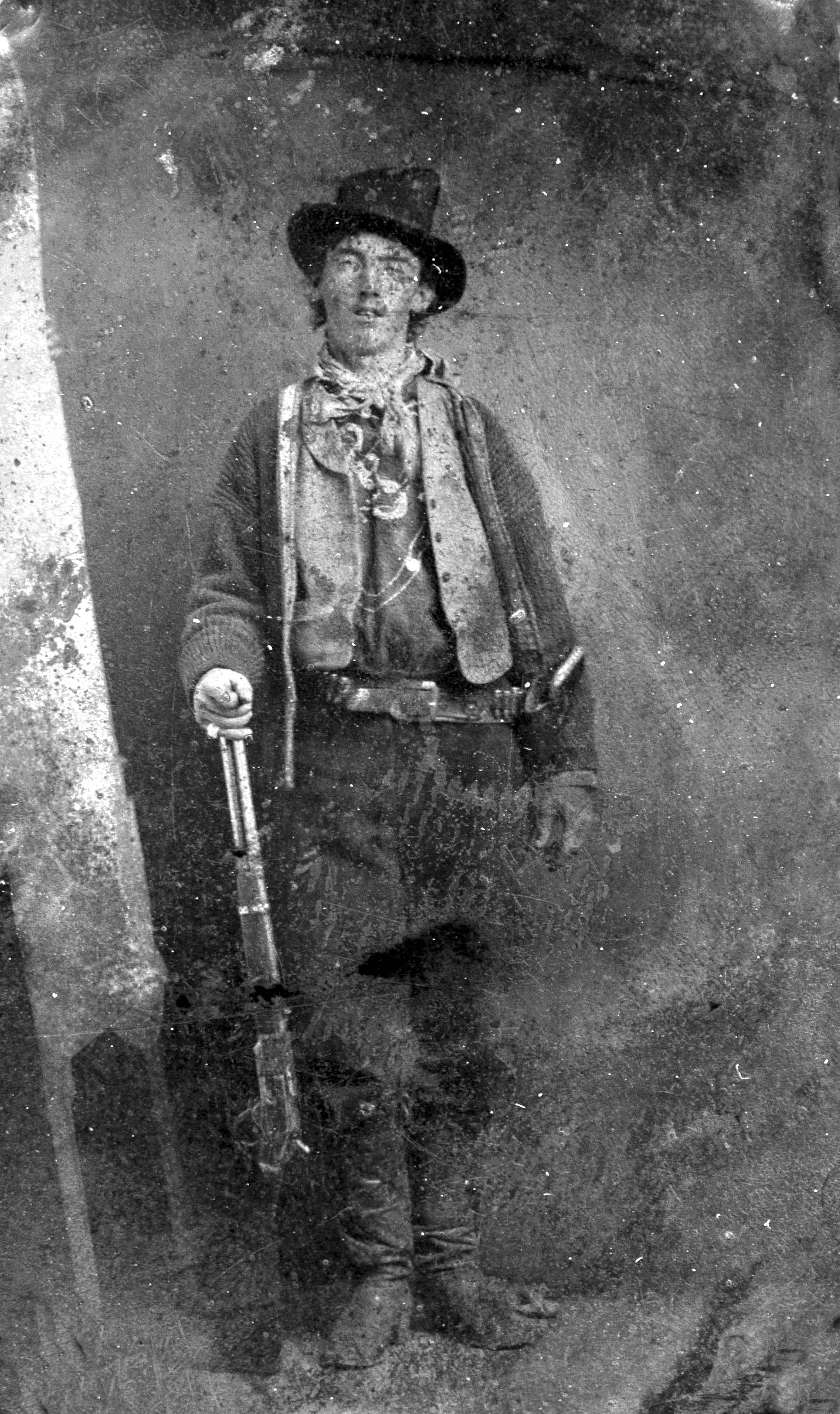
Billy the Kid dyker upp i flera av albumen.

### Historiska personer
I serien "Kusinerna Dalton" (Hors la loi, 1951) lät Morris för första gången Lucky Luke möta verkliga, historiska, personer: Dalton-ligan. När Rene Goscinny några år senare tog över som författare, kom serien till stor del att bygga på historiska händelser, uppfinningar och personer. Bland de verkliga personer figurerat i serien märks, bland andra:
| - Hadji Ali - Edward Fitzgerald Beale - Roy Bean - Harriet Beecher Stowe - Sarah Bernhardt - Billy the Kid - Big Nose Kate - Charles Bolles - Buffalo Bill - Adolphe och Arthur Caille - Ike, Frank och Billy Clanton - John Clum - George Armstrong Custer - Calamity Jane - Bob, Grat, Bill och Emmet Dalton - Edwin Drake - James Buchanan Eads | - Virgil, Morgan och Wyatt Earp - Gustave Eiffel - Ulysses S. Grant - Horace Greeley - Scott Hayden - Rutherford B. Hayes - Lucy Ware Webb Hayes - Doc Holliday - Frank och Jesse James - Andrew Johnson - Scott Joplin - Abraham Lincoln - Mary Todd Lincoln - David Livingstone - Jack London - Albert Londres - George Maledon - Arthur Marshall - Joshua A. Norton (kallad Dean Smith) | - Annie Oakley - Isaac Parker - John Pemberton - Allan Pinkerton - Frederic Remington - William Hepburn Russell - Louis-Adélard Senécal - Mattie Silks - Soapy Smith - Henry Morton Stanley - Belle Starr - Levi Strauss - Samuel J. Tilden - Johan Turi - Mark Twain - Brigham Young - Cole Younger |

Därutöver har såväl Morris som hans efterträdare Achdé låtit kända personer, inte minst från filmvärden, låna sina anletsdrag till figurer i serien - bland annat har Alfred Hitchcock dykt upp som bartender, Charlie Chaplin som guldgrävare, Orson Welles som rysk storfurste, Groucho Marx som jägare, John Wayne som diligensvakt, Lee Van Cleef som prisjägare, Céline Dion som sångerska på en saloon och George W. Bush som oljemiljonär. Morris lät också sina kollegor dyka upp i biroller; serieskaparna René Goscinny, André Franquin, Will, Victor Hubinon, och Eddy Paape, syns alla skymta förbi, liksom Lucky Luke-förläggaren Paul Dupuis.

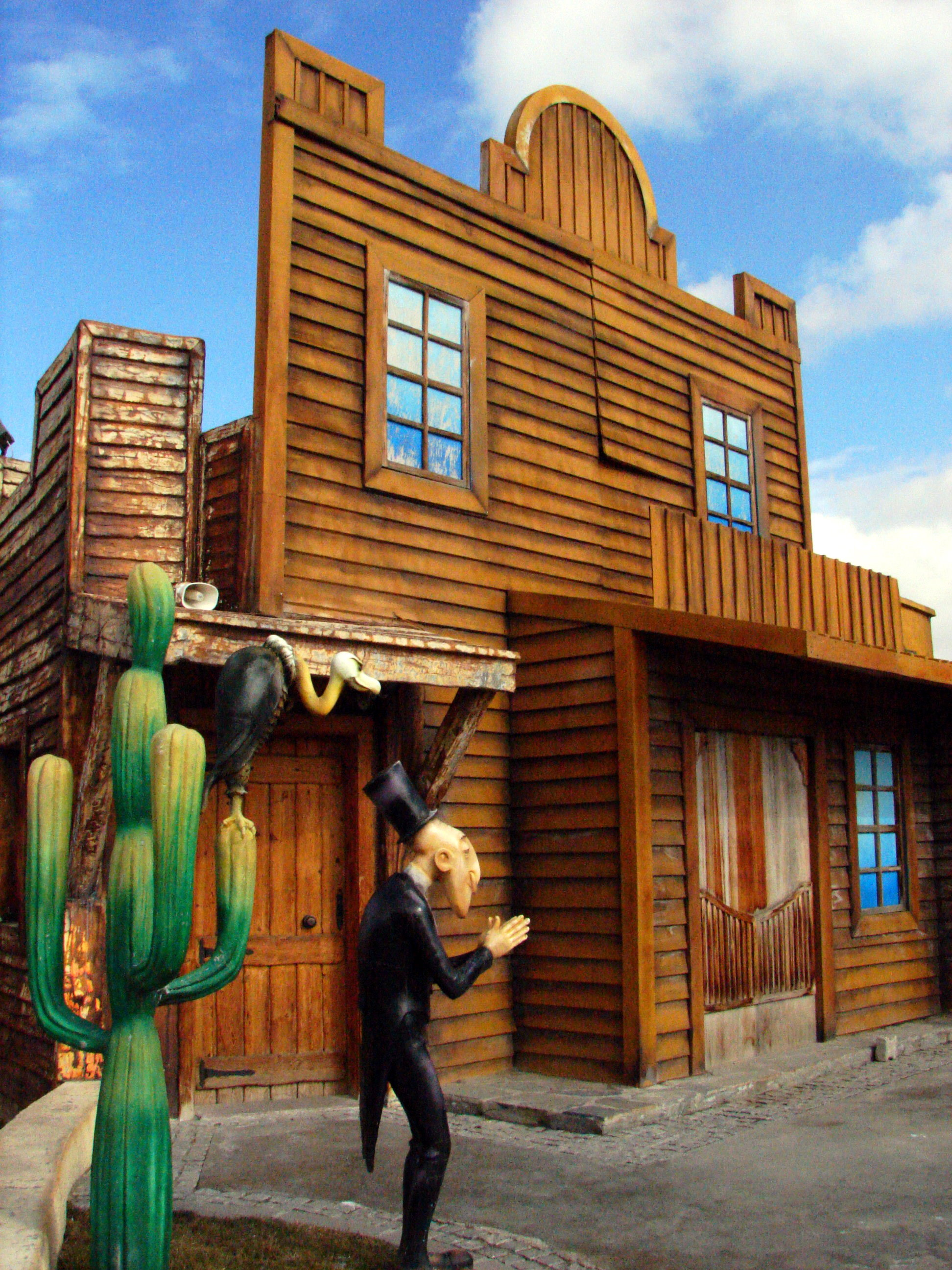
En typisk Lucky Luke-miljö, med en av de återkommande bifigurerna – begravningsentreprenören. Miljön är uppbyggd på Ankara Amusement Park.

### Miljöer
Den första Lucky Luke-serien ringar in det geografiska och historiska sammanhanget redan genom sin titel: "Arizona 1880". Så länge Morris svarade för manuset till serien bibehölls dessa ramar - Arizona fortsatte att vara Lukes hemtrakt (även om hans jakt på förbrytare ledde honom på utfärder till Mexiko ("Lucky Luke mot Cigarett-Caesar") och Kansas ("Kusinerna Dalton"), och i tiden gick långsamt framåt - "Kusinerna Dalton" är den sista av Morris serier som har tydlig tidsangivelse - 1892.

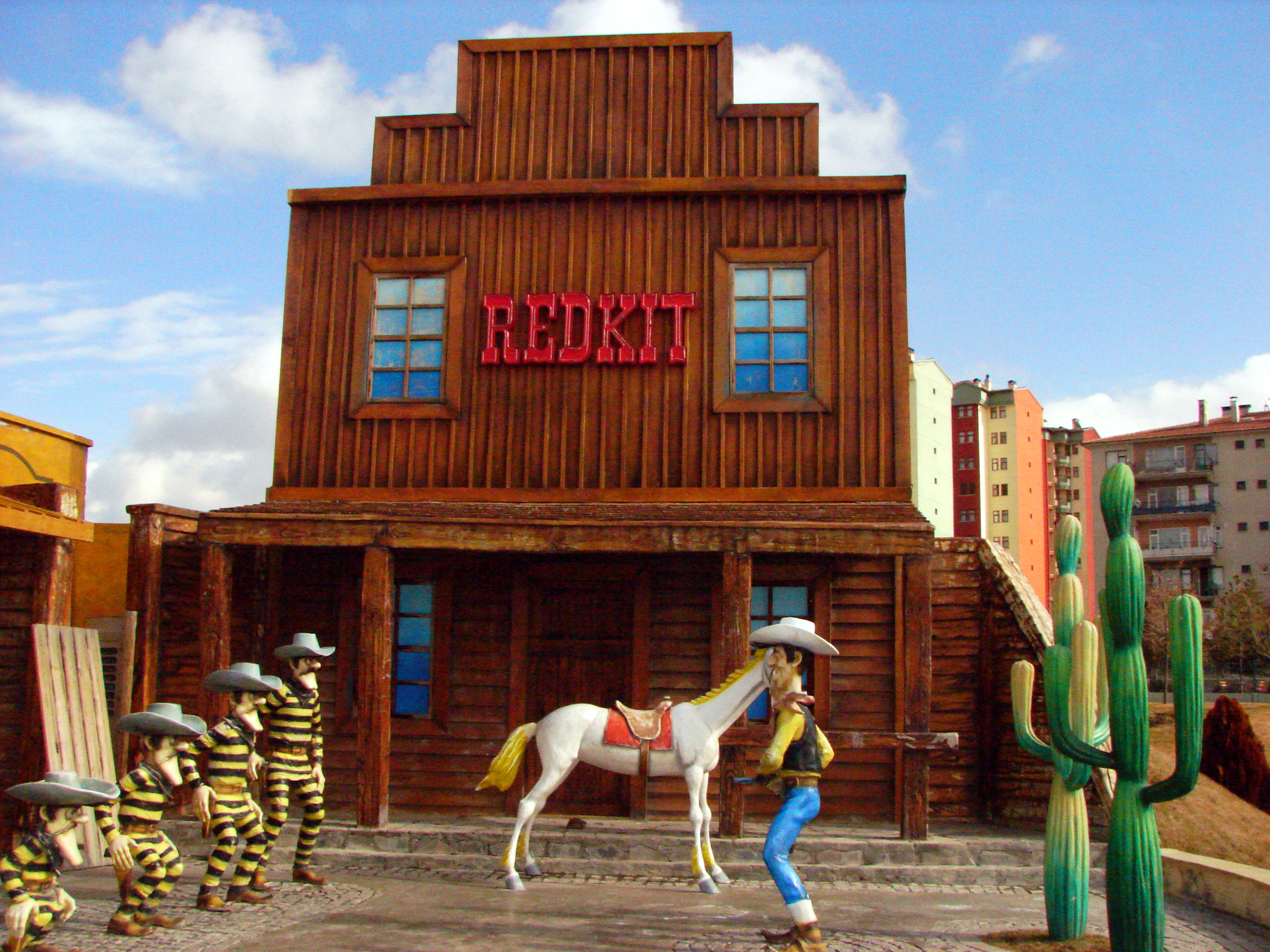
Revolverduell mellan titelpersonen och Bröderna Dalton, uppbyggd på Ankara Amusement Park.

I och med att Goscinny tog över manusförfattandet vidgades också arenan för Lukes äventyr, och kopplingen till Arizona försvann. I stället får Texas agera hemmaplan för serien, och staden Nothing Gulch blir en återkommande skådeplats. Dock för Lukes uppdrag honom till ett flertal av USA:s övriga delstater, liksom till både Mexiko ("Bröderna Dalton blir kidnappade" och "Apacheklyftan") och Kanada ("Bröderna Dalton i blåsväder" och "Lucky Luke går över gränsen").
Under Goscinnys tid, liksom därefter, kom tidpunkten för Lukes äventyr att bli mindre konsekvent: beroende vilket historiskt skeende som Goscinny sätter in Luke i, varierar också tidsramarna - från 1860 ("Ponnyexpressen"), till 1889 ("Vägen till Oklahoma")

## Historik

### Upphovsmän
Seriens gjorde premiär 1946, då både författad och tecknad av den belgiske serieskaparen Morris. Det första avsnittet, "Arizona 1880" publicerades den 7 december 1946, i serietidningen Le Journal de Spirous extrautgåva "Almanach 1947". Följande sommar, med start i Spirou #478, utgiven den 12 juni 1947, blev serien ett av Spirou-tidningens fasta inslag.
1955 överlät Morris seriens manusskrivande till fransmannen René Goscinny. Under dennes ledning kom serien att etableras på allvar, och han förblev den trogen till sin död år 1977.
Goscinny kom inte att få någon fast ersättare som författare på Lucky Luke-serien, utan Morris fortsatte istället att sitt arbete med serien genom att samarbeta med ett flertal olika serieskapare: Vicq, Bob de Groot, Dom Domi, Georges Renoy, Xavier Fauche, Jean Léturgie, Martin Lodewijk, Lo Hartog Van Banda, Guy Vidal, Greg, Claude Guylouïs, Yann le Pennetier, Éric Adam och Patrick Nordmann.
Sedan Morris' död 2003 tecknas serien idag av Achdé, som hittills har samarbetat med manusförfattarna Claude Guylouïs, Laurent Gerra, Daniel Pennac, Tonino Benacquista, och Jacques Pessis.

### Utveckling
Tidiga influenser för Lucky Luke-serien hade Morris i animerad film och amerikanska western-filmer, samt serieskapare som E.C. Segar och André Franquin. Under det första decenniet var serierna korta, vanligen omkring 20 sidor, och ganska enkla berättelser med klassiska westernteman som rodeotävlingar, hasardspel, diligensrån och guldrusher.
1948 reste Morris till USA, tillsammans med kollegorna och vännerna Franquin och Jijé. Syftet med resan var för Morris del att studera amerikanska serietecknare, samt att besöka och uppleva resterna av den gamla western-miljöerna. Han kom att bli kvar i Amerika i sex år, innan han återvände till Europa. Då hade han lärt känna René Goscinny, vars första Lucky Luke- historia, "Järnhästen" började publiceras 1955. Med Goscinny som författare kom serien att utvecklas från en barnserie till en allåldersserie, han skapade bröderna Joe, William, Jack och Averell Dalton (1957), liksom hunden Ratata (1960), etablerade Jolly Jumper som mer än enbart ett tacksamt transportmedel, och kom att införa ett av seriens främsta kännetecken - de många historiska personerna och händelserna. I och med Goscinny tid på serien utkristalliseras två typer av album; dels de som bygger på bröderna Daltons försök att fly från fängelset, och dels de som tar avstamp i historiska personer och händelser.
Albumutgivningen hade påbörjats 1949, och kom under Goscinnys tid att bli seriens huvudsakliga medium - längden på avsnitten kom därför att standardiseras till 44 sidor.
1968 bytte serien förlag - från Dupuis till konkurrenten Dargaud, där serien innan de gavs ut i album publicerades i den ansedda serietidningen Pilote. Dargaud utgav redan Goscinnys två huvudsakliga egna serier: Asterix och Iznogoud. Förlagsbytet innebar också att Lucky Luke-seriens förutsättningar förändrades: medan Dupuis och Spirou-tidningen primärt vände sig mot en yngre läsekrets, fick nu Goscinny möjlighet att föra in mer vuxna företeelser - inte minst märks detta i att cancan-flickor började ses på seriens salooner.
Efter Goscinnys död 1977 fortsatte Morris på serien, nu med flera olika manusförfattare vid sin sida, varav Xavier Fauche och Jean Léturgie kom att bli de mest produktiva.
Under många år kännetecknades Lucky Luke av att han ständigt hade en cigarett i mungipan. 1984 - efter att ha blivit aktiv inom antitobaksrörelsen - bytte Morris ut cigaretten mot ett grässtrå. Sista gången Luke sågs röka var i albumet "Lucky Lukes fästmö", där titelns kvinna uppmanar hjälten att komma ihåg att "såväl tobak som alkohol förstör hälsan och moralen". 1988 tilldelades Morris ett specialpris av WHO för att han låtit Luke ge upp rökningen.
1988 utkom det sista Lucky Luke-albumet på Dargaud. Nästa album - "Bröderna Dalton tappar minnet", utkommen 1991 - publicerades av Morris egna nystartade förlag Lucky Productions, som enbart ger ut Lucky Luke och dess spinnoff-serier. År 2000 inledde Lucky Productions ett samarbete med Dargaud, under förlagsnamnet Lucky Comics, vilket fortfarande (2012) publicerar serien.

### Lucky Luke på svenska
Lucky Luke fick svensk premiär som biserie i serietidningen Lasso (1953-1954), där han kallades "Tursamme Tony". 1961 började serien – under namnet "Snabba Ville" – publiceras som följetong i tidningen Lektyr; där trycktes fram till 1970 sammanlagt 15 albumhistorier. Senare kom serien även att gå som biserie i tidningarna Champion (1973), Apache (1980-1981) och Buffalo Bill (1981-1984).
Det var dock 1971 som den svenska utgivningen på allvar kom igång - nu startade Bonniers förlag (sedermera Bonniers Juniorförlag) sin albumutgivning, under titeln "Lucky Lukes äventyr". Utgivningen inleddes med de första Dargaud-albumen, men kom snart att inkludera även Dupuis utgivning. 1989 publicerade Bonnier Dargauds sista Lucky Luke-album, och vid det här laget hade man också publicerat merparten av Dupuis-materialet, och den svenska utgivningen kom därmed att avstanna. Under 1980-talet gavs flertalet av Bonniers album dessutom ut i Nordisk boks seriebokklubb Tintins äventyrsklubb. Dessa utgåvor är identiska med Bonniers utgivning, undantaget annan ISBN-numrering och det att Bonnierlogotypen är ersatt av bokklubbens logga.
Två år senare, 1991, kom dock Serieförlaget (sedermera Egmont Kärnan), ut med det första av Lucky Productions album, och albumseriens titel var nu "Lucky-serien". Egmont Kärnans utgivning fortgick fram till 2011, och utöver de nya albumen återtryckte man några av Bonnier-albumen samt publicerade några av 1950-talets Morris-serier som tidigare inte funnits tillgängliga i svenska album. Sedan 2013 är Albumförlaget seriens svenska förlag.
2003 inledde Egmont en utgivning – samproducerad av förlag i Sverige, Norge, Danmark, Finland och Tyskland – med inbundna böcker: "Lucky Luke – Den kompletta samlingen". Serien samlar samtliga Lucky Luke-avsnitt – såväl långa som korta – i kronologisk följd, och hade 2008 kommit att omfatta 25 böcker, täckande perioden från seriens premiär 1946, till 2006 års "Bröderna Dalton – Fast i snaran".
Övriga svenska Lucky Luke-publikationer innefattar tre inbundna presentvolymer – "Jag Lucky Luke" (1982), "Vi bröderna Dalton" (1983) och "Jag Jolly Jumper" (1984) – samt en utgåva av "Lucky Luke Pocket" (2004). Dessutom har två fackböcker, "Boken om Morris" ("La Face Cachée de Morris", 1992) av Yvan Delporte, samt "Morris och hans värld" ("L'universe de Morris", 1988) av Philippe Mellot nått den svenska marknaden.
Även om de flesta albumen i serien har kommit ut i flera upplagor, så har originalupplagans översättning genomgående bibehållits. Totalt har åtta översättare arbetat med den svenska albumutgivningen: Gun och Nils A. Bengtsson (1971), Veronica Schildt-Bendjelloul (1971-1974), Kåre Persson (1973-1989), Jerk Sander (1976-1985), Carin Bartosch (1991), Per A.J. Andersson (sedan 1992–2017) och Göran Semb (sedan 2017).
Sedan 2013 ger Albumförlaget ut Lucky Luke, med Bröderna Dalton slår vad som första album. Förlaget gav 2017 ut första delen i en samlingsutgivning (dock inte samma som Egmonts samlingsböcker ovan).

## Kronologi
Lucky Luke-albumen publicerades inte i kronologisk ordning på svenska, och även den belgiska originalutgivningen har enstaka avbrott från kontinuiteten. Denna förteckning följer dock den ordning i vilken serierna ursprungligen skrevs. "F#" i tabellen anger numreringen i de franskspråkiga utgåvorna, och "S#" den svenska utgivningens numrering.
De år för originalpubliceringen som anges syftar på datum för första publiceringen, vilket till och med 1988 innebar publicering i serietidningar eller veckotidningar, inte albumutgivning. Utöver själva serien, innehöll dessa tidningar (vilka framför allt är Spirou (1946-68), Pilote (1968-73), Lucky Luke (1974-75), och Tintin (1975-76)) en rikt utbud av omslag, illustrationer, redaktionellt material, tävlingar, och noveller med Lucky Luke. Detta material finns inte listat här.
Samtliga svenska publiceringar finns med, undantagit seriens medverkan i tidningarna Lasso, Lektyr, Champion, Apache och Buffalo Bill, samt den kronologiska utgivningen i Lucky Luke – Den kompletta samlingen.
För parodier och liknande, se Hyllningar, parodier, utbildningsserier nedan.

### 1946–1954: Morris
Under seriens första knappa decennium skrev Morris själv manus. Dessa serier är kortare än de senare serierna, och till sitt omfång motsvarar produktionen under denna period åtta album.
| F# | Titel                            | Originaltitel                            | År      | Svensk utgivning | S#                                   | Specialutgåvor   |
| -- | -------------------------------- | ---------------------------------------- | ------- | ---------------- | ------------------------------------ | ---------------- |
| 3  | Arizona                          | Arizona 1880                             | 1946    | 1979             | 36: Arizona – Dick Diggers guldgruva | Jag Jolly Jumper |
| 1  | Dick Diggers guldgruva           | La mine d'or de Dick Digger              | 1947    | 1979             | 36: Arizona – Dick Diggers guldgruva | -                |
| 3  | Ett gott skratt & Ett bra trick  | Lucky Luke et son cheval Jolly Jumper    | 1947    | 1985             | 51: Lycksökarna i Vilda Västern      | -                |
| 1  | Dubbelgångaren                   | Le sosie de Lucky Luke                   | 1947-48 | -                | -                                    | Jag Lucky Luke   |
| 2  | Rodeo                            | Grand rodéo                              | 1948    | 1985             | 51: Lycksökarna i Vilda Västern      | -                |
| 2  | Lucky Luke i Desperado City      | Desperado City                           | 1948-49 | -                | -                                    | -                |
| 2  | Guldrusch i Buffalo Creek        | La Ruée vers l'or de Buffalo-Creek       | 1949    | 1985             | 51: Lycksökarna i Vilda Västern      | -                |
| 3  | Lucky Luke mot Cigarett-Caesar   | Lucky Luke contre Cigarette Cesar        | 1949    | -                | -                                    | Jag Lucky Luke   |
| 4  | Avtryckar-Joes återkomst         | Le retour de Joe la Gachette             | 1949-50 | 2001             | 80: Avtryckar-Joe                    | Jag Jolly Jumper |
| 4  | Vår på prärien                   | Jours de Round Up                        | 1950    | 2001             | 80: Avtryckar-Joe                    | Jag Lucky Luke   |
| 4  | Stormatchen                      | Le grand combat                          | 1950    | 2001             | 80: Avtryckar-Joe                    | -                |
| 5  | Lucky Luke städar upp i Red City | Nettoyage à Red City                     | 1951    | 1981             | 43: Lucky Luke möter Pat Poker       | -                |
| 6  | Kusinerna Dalton                 | Hors la loi                              | 1951-52 | 1982             | 45: Kusinerna Dalton                 | -                |
| 5  | Tumult i Tumbleweed              | Tumulte à Tumbleweed                     | 1952    | 1981             | 43: Lucky Luke möter Pat Poker       | -                |
| 6  | Kusinerna Dalton spökar          | Le retour des frères Dalton              | 1952    | 1982             | 45: Kusinerna Dalton                 | -                |
| 7  | Doktor Doxeys dunderdroppar      | Lucky Luke contre le Docteur Doxey       | 1952-53 | 1979             | 37: Doktor Doxeys dunderdroppar      | -                |
| 7  | Människojakt                     | Chasse à l’homme                         | 1953    | 1979             | 37: Doktor Doxeys dunderdroppar      | -                |
| 8  | Phil Defer – revolvermannen      | Lucky Luke et Phil Defer dit le Faucheux | 1954    | 1980             | 40: Phil Defer – revolvermannen      | -                |
| 8  | Pillret                          | Lucky Luke et Pilule                     | 1954    | 1980             | 40: Phil Defer – revolvermannen      | -                |

### 1955-1977: Morris & Goscinny
När René Goscinny tog över serien blev äventyren längre och serien övergick till att skrivas i albumformat, 44 sidor/serie. Ett antologialbum producerades dock enligt nedan.
| F# | Titel                               | Originaltitel                | År      | Svensk utgivning | S#    | Specialutgåvor                       | Anmärkning                        |
| -- | ----------------------------------- | ---------------------------- | ------- | ---------------- | ----- | ------------------------------------ | --------------------------------- |
| 9  | Järnhästen                          | Des Rails sur la Prairie     | 1955-56 | 1981             | 42    | -                                    | -                                 |
| 10 | Blåfötterna anfaller                | Alerte aux Pieds-Bleus       | 1956    | 1983             | 47    | -                                    | Manus av Morris                   |
| 11 | Lucky Luke mot Joss Jamon           | Lucky Luke contre Joss Jamon | 1956-57 | 1980             | 39    | -                                    | -                                 |
| 12 | Bröderna Daltons första fall        | Les Cousins Dalton           | 1957    | 1978             | 30    | -                                    | -                                 |
| 13 | Domaren – Lagen väster om Pecos     | Le juge                      | 1957-58 | 1974             | 16    | -                                    | -                                 |
| 14 | Vägen till Oklahoma                 | Ruée sur l'Oklahoma          | 1958    | 1977             | 28    | -                                    | -                                 |
| 15 | Bröderna Dalton på rymmen           | L'évasion des Dalton         | 1958-59 | 1974             | 13    | -                                    | -                                 |
| 16 | En kapten för mycket                | En remontant le Mississipi   | 1959    | 1984             | 49    | -                                    | -                                 |
| 17 | Ratata på spåret                    | Sur la piste des Dalton      | 1960    | 1975             | 18    | -                                    | -                                 |
| 18 | Oljeligan                           | À l'ombre des derricks       | 1960    | 1975             | 21    | -                                    | -                                 |
| 19 | Ärkefiender                         | Les rivaux de Painful Gulch  | 1961    | 1978             | 31    | -                                    | -                                 |
| 20 | Billy the Kid                       | Billy the Kid                | 1961    | 1972             | 7     | Jag Lucky Luke                       | -                                 |
| 21 | Bekymmer i Omaha                    | Les collines noires          | 1961-62 | 1976             | 23    | -                                    | -                                 |
| 22 | Bröderna Dalton i blåsväder         | Les Dalton dans le blizzard  | 1962    | 1976             | 25    | -                                    | -                                 |
| 23 | Bröderna Dalton på krigsstigen      | Les Dalton courent toujours  | 1962    | 1978             | 32    | -                                    | -                                 |
| 24 | Eskort västerut                     | La Caravane                  | 1962-63 | 1976             | 22    | -                                    | -                                 |
| 25 | Spökstaden                          | La ville fantôme             | 1963    | 1975             | 20    | -                                    | -                                 |
| 26 | Bröderna Dalton får en chans        | Les Dalton se rachètent      | 1963-64 | 1972             | 8     | Vi bröderna Dalton                   | -                                 |
| 27 | Kavalleriet kommer                  | Le vingtième de cavalerie    | 1964    | 1977             | 27    | -                                    | -                                 |
| 28 | Billy the Kid får eskort            | L'escorte                    | 1964-65 | 1973             | 11    | -                                    | -                                 |
| 29 | Kampen på prärien                   | Des barbelés sur la prairie  | 1965    | 1974             | 14    | -                                    | -                                 |
| 30 | Banditernas drottning Calamity Jane | Calamity Jane                | 1965-66 | 1973             | 10    | -                                    | -                                 |
| 31 | Bröderna Dalton blir kidnappade     | Tortillas pour les Dalton    | 1966    | 1973             | 9     | Vi bröderna Dalton                   | -                                 |
| 32 | Diligensen                          | La diligence                 | 1967    | 1971             | 1     | -                                    | Dargaud övertar albumutgivningen. |
| 33 | Ömfotingen                          | Le pied-tendre               | 1967-68 | 1971             | 2     | Jag Lucky Luke                       | -                                 |
| 34 | Dalton City                         | Dalton City                  | 1968    | 1971             | 3     | Vi bröderna Dalton                   | -                                 |
| 35 | Jesse James                         | Jesse James                  | 1969    | 1971             | 4     | Jag Lucky Luke & Lucky Luke Pocket 1 | -                                 |
| 36 | Cirkus Vilda Västern                | Western Circus               | 1969-70 | 1972             | 6     | Jag Jolly Jumper                     | -                                 |
| 37 | Apacheklyftan                       | Canyon Apache                | 1970-71 | 1972             | 5     | Jag Jolly Jumper                     | -                                 |
| 38 | Bröderna Dalton maskerar sig        | Ma Dalton                    | 1971    | 1973             | 12    | Vi bröderna Dalton                   | -                                 |
| 39 | Angivaren                           | Chasseur de primes           | 1972    | 1975             | 17    | -                                    | -                                 |
| 40 | Storfursten                         | Le Grand Duc                 | 1973    | 1975             | 19    | -                                    | -                                 |
| 41 | Bröderna Dalton jagar ett arv       | L'héritage de Ran-Tan-Plan   | 1973    | 1974             | 15    | Lucky Luke Pocket 1                  | -                                 |
| 42 | Allt om Lucky Luke                  | 7 histoires de Lucky Luke    | 1974    | 1978             | 33-34 | Delvis publicerat i Jag Jolly Jumper | Antologi                          |
| 43 | Skumt spel i Texas                  | Le cavalier blanc            | 1975    | 1976             | 24    | -                                    | -                                 |
| 44 | De obotliga bröderna Dalton         | La guérison des Dalton       | 1975    | 1977             | 29    | -                                    | -                                 |
| 45 | Kejsaren av Amerika                 | L'empereur Smith             | 1976    | 1977             | 26    | -                                    | -                                 |
| 46 | Den sjungande tråden                | Le fil qui chante            | 1977    | 1979             | 35    | -                                    | -                                 |

### 1978-2002: Morris med flera
Efter Goscinnys död fortsatte Morris att teckna serien i albumformat, men manusförfattarna kom att variera. De två först listade albumen har, förutom i den inbundna bokserien, inte publicerats i sin helhet på svenska. Innehållet i dessa album är en brokig skara korta serier från tiden omedelbart efter Goscinnys frånfälle; en omtecknad historia från femtiotalet, serieversioner av en tecknad långfilm och en vinylskiva, samt olika nya manusförfattares tidigaste bidrag till Lucky Luke-serien.
| F# | Titel                                    | Originaltitel                             | År      | Svensk utgivning | S# | Manusförfattare                                               | Specialutgåvor                                                                | Anmärkning                                                                     |
| -- | ---------------------------------------- | ----------------------------------------- | ------- | ---------------- | -- | ------------------------------------------------------------- | ----------------------------------------------------------------------------- | ------------------------------------------------------------------------------ |
| 50 | Den hängdes rep och andra äventyr        | La corde du pendu et autres histoires     | 1978-80 | -                | -  | Vicq, René Goscinny, Dom Domi, Bob de Groot & Martin Lodewijk | Delvis publicerat i Jag Jolly Jumper, Vi bröderna Dalton & Lucky Luke Special | Antologi                                                                       |
| 55 | Bröderna Daltons hämnd och andra äventyr | La ballade des Dalton et autres histoires | 1978-80 | -                | -  | René Goscinny, Greg & Morris                                  | Delvis publicerat i Lucky Luke Special & Jag Jolly Jumper                     | Antologi. Titelserien är baserad på den tecknade filmen Bröderna Daltons hämnd |
| 47 | Bröderna Daltons skatt                   | Le magot des Dalton                       | 1979-80 | 1980             | 41 | Vicq                                                          | -                                                                             | -                                                                              |
| 48 | Den enarmade banditen                    | Le bandit manchot                         | 1981    | 1981             | 44 | Bob de Groot                                                  | -                                                                             | -                                                                              |
| 49 | Stjärnspel i Västern                     | Sarah Bernhardt                           | 1982    | 1982             | 46 | Xavier Fauche & Jean Léturgie                                 | -                                                                             | -                                                                              |
| 51 | Daisy Town                               | Daisy Town                                | 1983    | 1983             | 48 | René Goscinny                                                 | -                                                                             | Baserat på den tecknade filmen Lucky Luke rensar stan.                         |
| 52 | Trollkarlen                              | Fingers                                   | 1983    | 1984             | 50 | Lo Hartog Van Banda                                           | -                                                                             | -                                                                              |
| 53 | Farliga fakta                            | Le Daily Star                             | 1984    | 1985             | 52 | Xavier Fauche & Jean Léturgie                                 | -                                                                             | -                                                                              |
| 54 | Lucky Lukes fästmö                       | La fiancée de Lucky Luke                  | 1985    | 1986             | 53 | Guy Vidal                                                     | Lucky Luke Pocket 1                                                           | -                                                                              |
| 56 | Spökranchen och andra äventyr            | Le ranch maudit                           | 1986    | 1987             | 54 | Claude Guylouïs, Xavier Fauche & Jean Léturgie                | -                                                                             | Antologi                                                                       |
| 57 | Bröderna Dalton skjuter skarpt           | Nitroglycérine                            | 1987    | 1987             | 55 | Lo Hartog Van Banda                                           | -                                                                             | -                                                                              |
| 58 | Hästtjuvarna och andra äventyr           | L'alibi                                   | 1987    | 1988             | 57 | Claude Guylouïs                                               | -                                                                             | Antologi                                                                       |
| 59 | Ponnyexpressen                           | Le Pony Express                           | 1988    | 1989             | 58 | Xavier Fauche & Jean Léturgie                                 | -                                                                             | -                                                                              |
| 60 | Bröderna Dalton tappar minnet            | L'amnésie des Dalton                      | 1991    | 1991             | 60 | Xavier Fauche & Jean Léturgie                                 | -                                                                             | Lucky Productions övertar albumutgivningen.                                    |
| 61 | Spökdiligensen                           | Chasse aux fantômes                       | 1992    | 1993             | 62 | Lo Hartog Van Banda                                           | -                                                                             | -                                                                              |
| 62 | Bröderna Daltons lyckoträff              | Les Dalton à la noce                      | 1993    | 1993             | 64 | Xavier Fauche & Jean Léturgie                                 | -                                                                             | -                                                                              |
| 63 | Bron över Mississippi                    | Le pont sur le Mississipi                 | 1994    | 1994             | 66 | Xavier Fauche & Jean Léturgie                                 | -                                                                             | -                                                                              |
| 64 | Vid Rosa Bäverns flod                    | Kid Lucky                                 | 1995    | 1995             | 67 | Jean Léturgie & Pearce                                        | -                                                                             | Lucky Kid                                                                      |
| 65 | Belle Starr                              | Belle Star                                | 1995    | 1995             | 69 | Xavier Fauche                                                 | -                                                                             | -                                                                              |
| 66 | Klondike                                 | Le Klondike                               | 1996    | 1996             | 71 | Yann Le Pennetier & Jean Léturgie                             | -                                                                             | -                                                                              |
| 67 | Striden vid O.K. Corral                  | O.K. Corral                               | 1997    | 1997             | 73 | Xavier Fauche & Éric Adam                                     | -                                                                             | -                                                                              |
| 68 | Oklahoma Jim                             | Oklahoma Jim                              | 1997    | 1999             | 76 | Jean Léturgie & Pearce                                        | -                                                                             | Lucky Kid                                                                      |
| 69 | Marcel Dalton                            | Marcel Dalton                             | 1998    | 1998             | 75 | Bob de Groot                                                  | -                                                                             | -                                                                              |
| 70 | Profeten                                 | Le prophète                               | 2000    | 2000             | 77 | Patrick Nordmann                                              | -                                                                             | Lucky Comics övertar albumutgivningen.                                         |
| 71 | Målaren                                  | L'artiste-peintre                         | 2001    | 2001             | 79 | Bob de Groot                                                  | -                                                                             | -                                                                              |
| 72 | Västernlegenderna bröderna Dalton        | La légende de l'ouest                     | 2002    | 2002             | 81 | Patrick Nordmann                                              | -                                                                             | -                                                                              |

### Sedan 2003: Achdé med flera
När Morris dog tog Achdé över som tecknare.
| F# | Titel                           | Originaltitel               | År   | Svensk utgivning | S# | Manusförfattare                            | Anmärkning |
| -- | ------------------------------- | --------------------------- | ---- | ---------------- | -- | ------------------------------------------ | ---------- |
| -  | Den franske kocken              | Le Cuisinier français       | 2003 | -                | -  | Claude Guylouis                            |            |
| 73 | Lucky Luke går över gränsen     | La belle Province           | 2004 | 2004             | 82 | Achdé & Laurent Gerra                      |            |
| 74 | Bröderna Dalton – Fast i snaran | La corde au cou             | 2006 | 2007             | 83 | Achdé & Laurent Gerra                      |            |
| 75 | Mannen från Washington          | L'homme de Washington       | 2008 | 2009             | 84 | Achdé & Laurent Gerra                      | -          |
| 76 | Lucky Luke möter Pinkerton      | Lucky Luke contre Pinkerton | 2010 | 2011             | 85 | Achdé & Daniel Pennac & Tonino Benacquista | -          |
| 77 | En cowboy blir till             | L'apprenti cow-boy          | 2011 | 2014             | 87 | Achdé                                      | Lucky Kid  |
| 78 | Bröderna Dalton slår vad        | Cavalier seul               | 2012 | 2013             | 86 | Achdé & Daniel Pennac & Tonino Benacquista | -          |
| 79 | Ingen svensk översättning       | Lasso périlleux             | 2013 | -                | -  | Achdé                                      | Lucky Kid  |
| 80 | Farbröderna Dalton              | Les Tontons Dalton          | 2014 | 2015             | 88 | Achdé & Laurent Gerra & Jacques Pessis     | -          |
| 81 | Tant Marthas grabb              | Statue squaw                | 2015 | 2016             | 89 | Achdé                                      | Lucky Kid  |
| 82 | Det förlovade landet            | La Terre Promise            | 2016 | 2017             | 90 | Achdé & Jul                                | -          |
| 83 | Följ pilen                      | Suivez la flèche            | 2017 | 2018             | 91 | Achdé                                      | Lucky Kid  |
| 84 | En cowboy i Paris               | Un cow-boy à Paris          | 2018 | 2019             | 92 | Achdé & Jul                                | -          |
| 85 | Kid eller dubbelt               | Kid ou double               | 2019 | 2021             | 93 | Achdé                                      | Lucky Kid  |
| 86 | I bomullens land                | Un cow-boy dans le Coton    | 2020 | 2021             | 94 | Achdé & Jul                                |            |
| 87 | Ratatas ark                     | L'Arche de Rantanplan       | 2022 | 2023             | 95 | Achdé & Jul                                |            |
|    |                                 |                             |      |                  |    |                                            |            |

### Kortare historier
Jämte huvudhistorierna så har, under seriens gång, ett flertal kortare avsnitt producerats utan att samlas i albumserien. Dessa avsnitt har i olika länder publicerats i olika specialutgåvor.
| Titel                             | Originaltitel                       | År   | Svensk utgivning                      | Tecknare | Manusförfattare | Sidor | Anmärkning      |
| --------------------------------- | ----------------------------------- | ---- | ------------------------------------- | -------- | --------------- | ----- | --------------- |
| Bråket i Pancake Valley           | Grabuge à Pancake Valley            | 1955 | -                                     | Morris   | Morris          | 4     | Omtecknad 1978  |
| Lucky Luke och Androkles          | Lucky Luke et Androclès             | 1956 | -                                     | Morris   | Morris          | 4     | -               |
| Hästtjuvar                        | Voleurs de chevaux                  | 1956 | -                                     | Morris   | René Goscinny   | 4     | -               |
| Paradise Gulch                    | Paradise Gulch                      | 1966 | -                                     | Morris   | René Goscinny   | 2,25  | Publicerad 1979 |
| Lucky Luke släpper loss           | Lucky Luke se défoule               | 1966 | Allt om Lucky Luke                    | Morris   | Morris          | 1,25  | Satir           |
| Flykt i skymningen                | Le Chemin du crépuscule             | 1966 | Allt om Lucky Luke                    | Morris   | René Goscinny   | 2     | Satir           |
| Lucky Luke och den sjunde konsten | Lucky Luke et le 7ème art           | 1967 | -                                     | Morris   | Morris          | 0,75  | Satir           |
| Utmaningen                        | Défi à Lucky Luke                   | 1968 | Lucky Luke Special                    | Morris   | René Goscinny   | 9     | -               |
| Äventyr efter noter               | Arpèges dans la vallée              | 1968 | Lucky Luke Special & Jag Jolly Jumper | Morris   | René Goscinny   | 16    | -               |
| Promenad genom stan               | Promenade dans la ville             | 1969 | Lucky Luke Special                    | Morris   | René Goscinny   | 8     | -               |
| Riskriget                         | La bataille du riz                  | 1969 | Lucky Luke Special                    | Morris   | René Goscinny   | 16    | -               |
| Den första tågolyckan             | La première catastrophe ferroviaire | 1980 | -                                     | Morris   | Georges Renoy   | 1     | -               |
| Buss på, Ratata!                  | Vas-y, Ran Tan Plan!                | 1981 | Jag Lucky Luke                        | Morris   | Dom Domi        | 7     | -               |
| En same i Kanada                  | Un lapon au Canada                  | 1981 | Jag Jolly Jumper                      | Morris   | Dom Domi        | 6     | -               |
| Den franske kocken                | Le cuisinier français               | 2003 | -                                     | Achdé    | Claude Guylouïs | 16    | -               |
| Bröderna Dalton firar jul         | Le pire Noël est arrivé             | 2004 | -                                     | Achdé    | Laurent Gerra   | 4     | -               |

### Spinoff-serier
Från Lucky Luke har två sidoserier knoppats av. Dels är det Lucky Kid (franska: Kid Lucky); den ges ut som en del av huvudserien och följer Lucky Lukes och Jolly Jumpers äventyr som barn. Dels är det Ratata, som på svenska är en del av huvudserien men i det fransk-belgiska originalet har sin egen numrering.

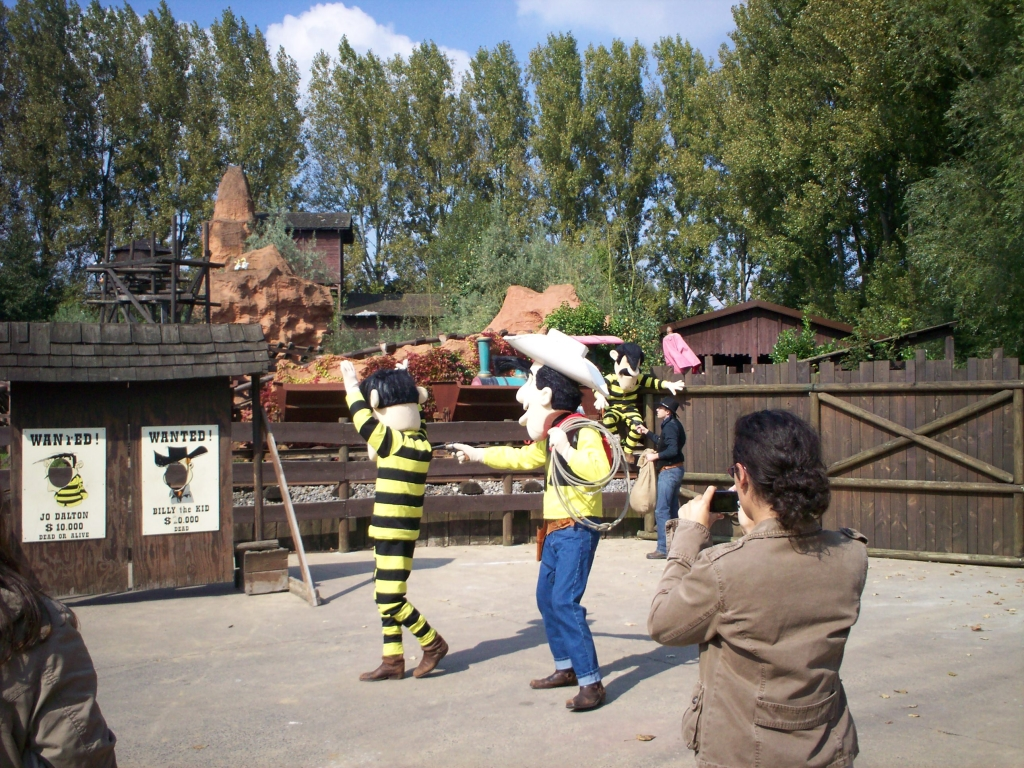
I belgiska Walibi finns en uppbyggd Lucky Luke-stad.

## Andra media

### Filmatiseringar
Under 1970-talet regisserade Goscinny två franskproducerade animerade långfilmer med Lucky Luke: Lucky Luke rensar stan och Bröderna Daltons hämnd. Bägge filmerna skrevs av Goscinny, Morris, och Pierre Tchernia, och bägge kom sedermera också att bli seriealbum.
1984 hade Hanna Barberas fransk-amerikanska animerade TV-serie Lucky Luke premiär, och denna serie är kanske den som kommit att bli mest förknippad med figuren. 26 episoder, samtliga filmatiseringar av den tecknade serien, kom att produceras. 1990 hade en andra säsong av serien premiär, även denna med 26 avsnitt, denna gång producerad av IDDH. Tillsammans omfattar dessa 52 episoder merparten av Morris Lucky Luke-album från 1951 till 1988.
1991 blev Lucky Luke för första gången en spelfilm. Titelrollen spelades av spagettiwestern-stjärnan Terence Hill, som också svarade för regin. Påföljande år följdes filmen av en TV-serie om åtta timslånga avsnitt.
Den andra animerade TV-serien med Lucky Luke, Nya äventyr med Lucky Luke (Les Nouvelles Aventures de Lucky Luke) producerad av den franska animationsstudion Xilam, fick premiär i fransk TV hösten 2001. Till skillnad från den tidigare serien bygger Xilams serie inte på albumen, utan omfattar enbart nyskrivet material. Totalt kom 52 avsnitt av serien att produceras, och den följdes 2007 av en animerad långfilm, Go West: A Lucky Luke Adventure, (Tous à l'Ouest: Une aventure de Lucky Luke). Därutöver har Xilam också producerat en serie om 75 Ratata-avsnitt på 90 sekunder vardera, samt en TV-serie om 26 halvtimmeslånga avsnitt med bröderna Dalton.
2004 spelade Til Schweiger Lucky Luke i den fransk-spansk-tyska spelfilmen The Daltons, regisserad av Philippe Haïm och producerad av Yves Marmion. Fem år senare, 2009, släpptes filmen Lucky Luke, även den producerad av Marmion, men i regi av James Huth och med Jean Dujardin i titelrollen.

#### Filmografi

##### Animation
- Lucky Luke rensar stan (Lucky Luke: Daisy Town, långfilm, 1971)
- Bröderna Daltons hämnd (La ballade des Dalton, långfilm, 1978)
- Lucky Luke (TV-serie, 1984-1985 & 1990-1991)
  - Tre av avsnitten sammanfogades även till en långfilm; Lucky Luke - Det stora äventyret (Les Daltons en cavale, 1983, på svenska även kallad Bröderna Dalton på rymmen). Värt att notera är att biofilmen fick premiär nästan ett år före TV-serien.
- Nya äventyr med Lucky Luke (Les Nouvelles Aventures de Lucky Luke, TV-serie, 2001)
- Ratata (Rantanplan, TV-serie, 2006)
- Go West: A Lucky Luke Adventure (Tous à l'Ouest: Une aventure de Lucky Luke, långfilm, 2007)
- Bröderna Dalton (Les Dalton, TV-serie, 2010)

##### Spelfilm
- Lucky Luke (Långfilm, 1991)
- Lucky Luke (TV-serie, 1992)
- The Daltons (Les Dalton, långfilm, 2004)
- Lucky Luke (Långfilm, 2009)

### Ljudberättelser
Under första halvan av 1960-talet samarbetade Goscinny med skivbolaget Philips Records, och släppte EP-skivor med berättelser baserade på hans seriefigurer: tre skivor med Asterix, två med Oumpa-pa och fyra med Lucky Luke (Goscinnys fjärde stora serie, Iznogoud, skapades inte förrän 1967, då samarbetet med Phillips var avslutat).
De fyra skivorna med Luke: "Lucky Luke contre les Dalton", "Le retour des Dalton", "La ruse des Dalton" och "Les Dalton prennent le train", fokuserar på Lukes eviga kamp mot bröderna Dalton, och vart och ett innehåller också ett bildhäfte med illustrationer av Morris. Vid Goscinnys plötsliga bortgång tecknade Morris en serieversion av "Les Dalton prennent le train" (1980, på svenska under titeln "Bröderna Dalton tar tåget")
I samband med att långfilmerna Lucky Luke rensar stan och Bröderna Daltons hämnd släpptes på 1970-talet, producerades också LP-skivor baserade på dem. Den förstnämnda översattes också till svenska.
På svenska släpptes under slutet av 1980-talet och början av 1990-talet elva kassettband baserade på utvalda seriealbum (Billy the Kid får eskort, Bröderna Dalton på krigsstigen, Lucky Lukes fästmö, Bröderna Daltons skatt, Bröderna Dalton blir kidnappade, Bröderna Dalton jagar ett arv, Cirkus Vilda Västern, Apacheklyftan, Bröderna Dalton maskerar sig, Spökstaden, Dalton City). Titelrollen görs, precis som i den första svenska dubbningen av Hanna Barberas TV-serie om Lucky Luke, av Peter Wanngren.

### Musik
Redan 1948 lät Morris Lucky Luke komma ridande, sjungande "I'm a Poor Lonesome Cowboy". Under Goscinnys tid kom denna textrad att avsluta varje album, med olika varianter på samma scen: Lucky Luke ridande på Jolly Jumper mot solnedgången i ett öde landskap. I samband med att serien för första gången filmatiserades, i och med filmen Lucky Luke rensar stan från 1971, utvecklades denna enda textrad till en fullängdssång, med text av Pat Woods och musik av Claude Bolling. Låten, som i svenska dubbningar fått heta Trött ensam cowboy, har sedan återkommit i flera filmatiseringar och ljudberättelser.
Även signaturmelodin till Hanna-Barberas och IDDHs TV-serie, Pang, pang, Lucky Luke (Bang, Bang, Lucky Luke), har kommit att bli starkt förknippad med figuren, men den finns inte med i övriga filmatiseringar. Upphovsmännen till denna sång är Claude Bolling, Shuki Levy och Haim Saban (samtliga tre står som kompositörer och textförfattare).

## Hyllningar, parodier, utbildningsserier
Med sina 80-talet seriealbum har Lucky Luke kommit att bli en av det fransk-belgiska serievärldens mest omfångsrika, och sannolikt mest välkända, serier, och har på olika sätt kommit att både hyllas och parodieras av och i andra serier.
1960 publicerade Spirou-tidningen en kort Lucky Luke-episode, Au Far West, skriven och tecknad av Marcel Remacle. Sju år senare, 1967, firade förlaget Dupuis Lucky Lukes tjugoårsjubileum, vilket bland annat innebar att förlaget annonserade Spirou-tidningens nummer 1513, utgiven den 13 april 1967, som en Lucky Luke-special. Här läts flera av tidningens serieskapare göra sina tolkningar av serien, bland annat märks korta serieepisoder av Louis Salvérius, Maurice Tillieux och Jean Roba.
1971 firade Lucky Lukes nya förlag, Dargaud, seriens tjugofemårsjubileum med att tillägna den nummer 631 av tidningen Pilote, utgiven den 9 december 1971. Här ges en mängd serieskapare utrymme att hylla serien; bl.a. låter den franske serieskaparen Jean Giraud teckna om en sida ur Lucky Luke-äventyret "Ömfotingen" i samma realistiska stil som sin egen serie Blueberry. På motsvarande sätt får Morris teckna om en sida ur Blueberry-albumet "Den försvunna gruvan" ("La mine de l'allemand perdu"), där han låter Blueberry ersättas av Luke, medan bröderna Dalton, med bistånd av Ratata, får ersätta Girauds kallhamrade western-skurkar. Vidare presenterar Marcel Gotlib en tre sidor lång Lucky Luke-tolkning, "Lucky Luke Spaghetti", inspirerad av italienska spagettiwesterns, i vilken Luke till slut dödar bröderna Dalton i en duell. Andra serieskapare som tolkar Lucky Luke i Pilote #631 innefattar, bland andra, Yves Got, Claire Bretécher, Jean-Marie Pélaprat, Jean Solé, Jacques Lob, och Philippe Druillet.
Ett par år före sin död lät René Goscinny själv Lucky Luke och Jolly Jumper dyka upp i en annan av sina serier, Iznogoud, i albumet "Iznogoud och den felande fén" ("Le conte de fées d'Iznogoud", 1976).
Från 1976 till 1982 tecknade den nederländske serietecknaren Paul Schuurmans en pornografisk parodi på Lucky Luke - "De sex-avonturen van: Lucky Luke".
1985 publicerade det franska serieförlaget Vents d'Ouest ett parodialbum, "Rocky Luke", där omkring 50 serieskapare - däribland Dany, Maurice Tillieux, Jean Roba, Yann le Pennetier, och André Juillard - medverkar.
Den norska serieskaparen Bjørn Ousland skapade under senare delen av 1980-talet serien Lucky Duck (på svenska i serietidningen Pyton), en humorserie som parodierar såväl Lucky Luke som Kalle Anka.
2008 lät Lucky Comics producera en tio sidor lång Lucky Luke-serie, L'arnaque, för de belgiska federala myndigheternas ekonomiska avdelning, FPS Economy. Seriens syfte är att informera om ekonomisk brottslighet, och den är författad och tecknad av Vittorio Léonardo. För närvarande (2012) finns serien tillgänglig via FPS:s webbplats på Belgiens tre officiella språk: franska, nederländska och tyska.